# Christopher Katongo
Christopher Katongo   (Mufulira, 31 d'agost de 1982) és un exfutbolista zambià de la dècada de 2000.
Fou internacional amb la selecció de futbol de Zàmbia.
Pel que fa a clubs, destacà a Jomo Cosmos, Brøndby IF i Arminia Bielefeld.